# Усвеча (озеро, Пустошкинский район)
Усвеча — озеро в Пригородной волости Пустошкинского района Псковской области. По южному берегу проходит граница с Гультяевской волостью.
Площадь — 5,87 км² (587,0 га; с островами — 5,95 км² или 595,0 га). Максимальная глубина — 25,0 м, средняя глубина — 9,0 м. Вытянуто с запада на восток на более чем 7 км.
На берегу озера расположены деревни: Ваулино (Пригородной волости), Никулино (Гультяевской волости).
Проточное. Относится к бассейну реки Великой, с которой соединяется протоками-реками Глыбошня и Крупея.
Тип озера лещово-уклейный с ряпушкой и снетком. Массовые виды рыб: щука, окунь, плотва, лещ, ряпушка, снеток, язь, линь, налим, ерш, красноперка, щиповка, вьюн, пескарь, уклея, густера, карась, бычок-подкаменщик.
Для озера характерно: песчано-илистое дно, камни, торф.